# マイルズ・マストロブオーニ
- マイルズ・マストロブオニ

マイルズ・ジェームズ・マストロブオーニ（Miles James Mastrobuoni, 1995年10月31日 - ）は、アメリカ合衆国カリフォルニア州サンラモン出身のプロ野球選手（ユーティリティープレイヤー）。右投左打。MLBのシアトル・マリナーズ所属。

## 経歴

### プロ入りとレイズ時代
2016年のMLBドラフト14巡目（全体420位）でタンパベイ・レイズから指名されプロ入り。
2021年まで傘下のマイナーチームでプレーした。
2022年はAAA級ダーラム・ブルズで129試合に出場して打率.300、16本塁打、64打点、23盗塁を記録。9月22日にメジャー契約を結んでアクティブ・ロースター入りし、同日のトロント・ブルージェイズ戦に出場してメジャーデビュー。この試合でアンソニー・バスからメジャー初安打を記録した。メジャーでは8試合に出場して打率.188を記録した。

### カブス時代
2022年11月15日にアルフレド・ザラガとのトレードで、シカゴ・カブスへ移籍した 。
2023年7月21日のセントルイス・カージナルス戦で、ジャック・フレアティからメジャー初本塁打を記録した。この年は60試合に出場して打率.241、1本塁打、5打点、13盗塁を記録した。
2024年は50試合に出場して打率.194、4打点、2盗塁を記録した。オフの2025年1月9日にDFAとなった。

### マリナーズ時代
2025年1月14日に金銭とのトレードで、シアトル・マリナーズへ移籍した。

## 代表歴
イタリア系アメリカ人であり、2023年に開催されたワールド・ベースボール・クラシックにイタリア代表で出場した。

## 詳細情報

### 年度別打撃成績
| 年 度    | 球 団    | 試 合 | 打 席 | 打 数 | 得 点 | 安 打 | 二 塁 打 | 三 塁 打 | 本 塁 打 | 塁 打 | 打 点 | 盗 塁 | 盗 塁 死 | 犠 打 | 犠 飛 | 四 球 | 敬 遠 | 死 球 | 三 振 | 併 殺 打 | 打 率 | 出 塁 率 | 長 打 率 | O P S |
| -------- | -------- | ----- | ----- | ----- | ----- | ----- | -------- | -------- | -------- | ----- | ----- | ----- | -------- | ----- | ----- | ----- | ----- | ----- | ----- | -------- | ----- | -------- | -------- | ----- |
| 2022     | TB       | 8     | 17    | 16    | 1     | 3     | 0        | 0        | 0        | 3     | 0     | 1     | 0        | 0     | 0     | 1     | 0     | 0     | 6     | 0        | .188  | .235     | .188     | .423  |
| 2023     | CHC      | 60    | 149   | 133   | 24    | 32    | 5        | 0        | 1        | 40    | 5     | 13    | 1        | 3     | 0     | 13    | 0     | 0     | 32    | 1        | .241  | .308     | .301     | .609  |
| 2024     | CHC      | 50    | 106   | 98    | 9     | 19    | 3        | 0        | 0        | 22    | 4     | 2     | 0        | 0     | 1     | 7     | 0     | 0     | 17    | 1        | .194  | .245     | .224     | .470  |
| MLB：3年 | MLB：3年 | 118   | 272   | 247   | 34    | 54    | 8        | 0        | 1        | 65    | 9     | 16    | 1        | 3     | 1     | 21    | 0     | 0     | 55    | 2        | .219  | .279     | .263     | .542  |

- 2024年度シーズン終了時

### 背番号
- 78（2022年）
- 20（2023年 - 2024年）
- 21（2025年 - ）

### 代表歴
- 2023 ワールド・ベースボール・クラシック イタリア代表